# Ted Kulongoski

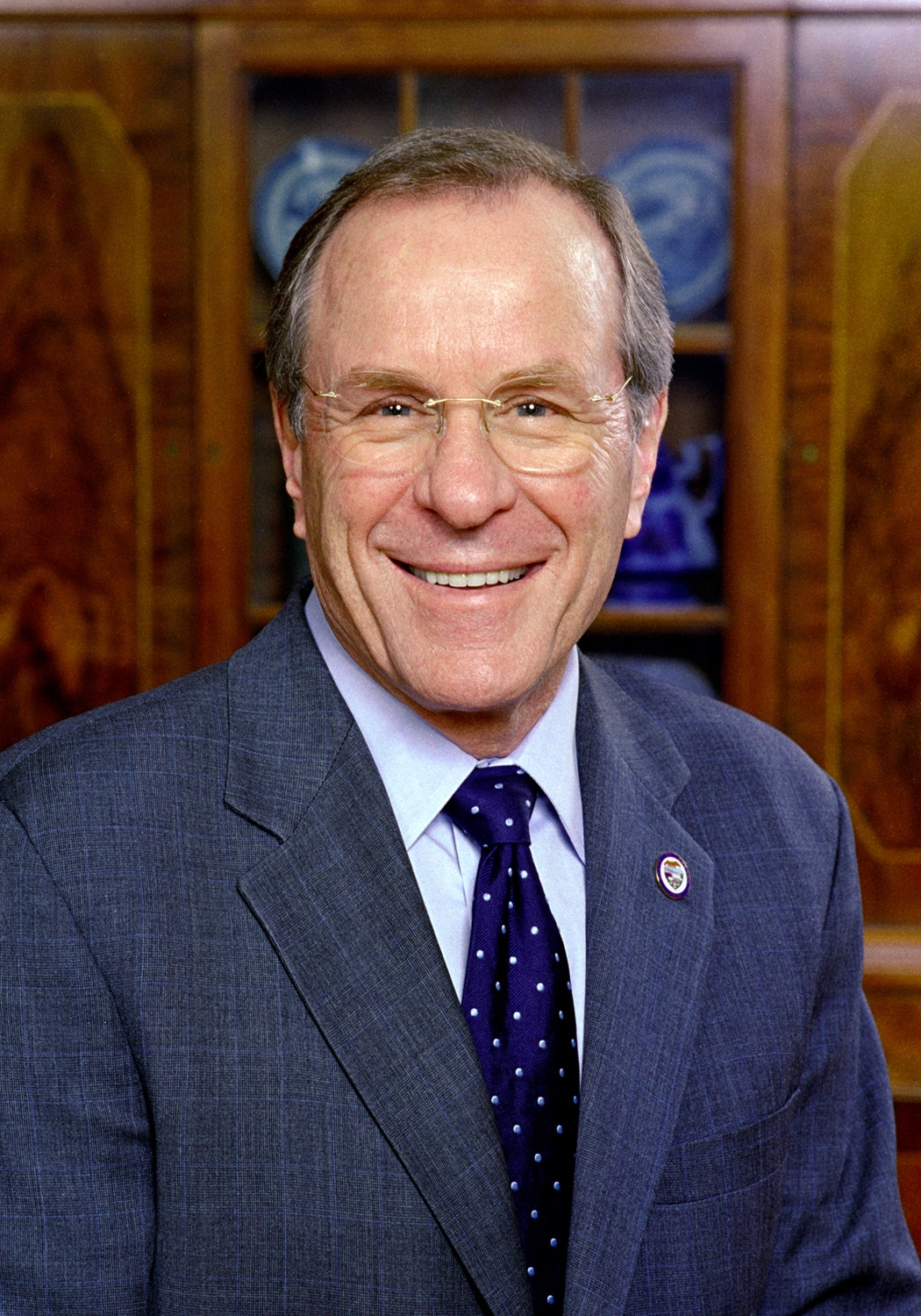
Ted Kulongoski (2007)

Theodore R. „Ted“ Kulongoski (* 5. November 1940 in St. Louis, Missouri) ist ein US-amerikanischer Jurist und Politiker (Demokratische Partei). Von 2003 bis 2011 war er der 36. Gouverneur des Bundesstaates Oregon.

## Frühe Jahre und politischer Aufstieg
Als Ted Kulongoski vier Jahre alt war, verstarb sein Vater. Aus diesem Grund verbrachte er den Rest seiner Kindheit in einem katholischen Jungenheim in St. Louis. Nach Abschluss der High School trat er den US Marines bei. Im Anschluss absolvierte er ein Studium der Rechtswissenschaften und ließ sich in Eugene (Oregon) als Anwalt mit Spezialisierung auf Arbeitsrecht nieder.
1974 wurde er ins Repräsentantenhaus von Oregon gewählt, 1978 in den Staatssenat. 1980 scheiterte er bei der Wahl zum Senat der Vereinigten Staaten am Republikaner Bob Packwood. 1982 unternahm er seinen ersten Versuch, Gouverneur von Oregon zu werden, verlor aber deutlich gegen Victor G. Atiyeh. Dessen Nachfolger Neil Goldschmidt beauftragte Kulongoski 1987 mit der Reform des Unfallversicherungssystems. Zwischen 1993 und 1997 war Kulongoski Attorney General von Oregon und reformierte in dieser Position das Jugendstrafrecht. Am 4. Januar 1997 wurde er Mitglied des Oregon Supreme Court, des höchsten Gerichtshofes in Oregon, was er bis zum 18. Juni 2001 blieb. Im Jahr 2002 wurde Kulongoski zum neuen Gouverneur seines Staates gewählt, wobei er sich mit 49 Prozent der Stimmen gegen den Republikaner Kevin Mannix durchsetzte.

## Gouverneur von Oregon
Am 13. Januar 2003 trat Kulongoski sein Amt als Gouverneur von Oregon an. Am 7. November 2006 gewann er die Wiederwahl zum Gouverneur gegen seinen republikanischen Herausforderer Ron Saxton. Zum Zeitpunkt seines Amtsantritts musste sich Kulongoski mit dem größten Haushaltsdefizit seit der Weltwirtschaftskrise auseinandersetzen. Das war eine Folge der nach den Terroranschlägen des 11. September 2001 einsetzenden wirtschaftlichen Rezession. Durch eine Reform des Haushaltswesens und durch geschickte Investitionsprogramme gelang es ihm, allmählich wieder eine gewisse finanzielle Stabilität herzustellen. Die Infrastruktur des Staates wurde verbessert, und etwa 150.000 neue Arbeitsstellen geschaffen. Das war auch teilweise ein Resultat der Ansiedlung von Firmen aus anderen Teilen der USA. Für seine zweite Amtszeit, die im Januar 2007 begann, nahm er sich eine weitere Verbesserung des Bildungssystems und des Gesundheitswesens vor. Er wollte Oregon weltweit zur führenden Kraft im Kampf um erneuerbare und alternative Energien machen.
Im Januar 2011 endete Kulongoskis zweite Amtsperiode. Sein Vorgänger John Kitzhaber wurde auch zu seinem Nachfolger gewählt und löste ihn folglich wieder ab.
Zusammen mit seiner Frau Mary Oberst hat er drei erwachsene Kinder.